# Jaroslav Švarc
Jaroslav Švarc (11. května 1914 Velký Újezd – 18. června 1942 Praha) byl československý voják a příslušník výsadku Tin, který měl za cíl atentát na českého kolaboranta a ministra školství a lidové osvěty Emanuela Moravce.

## Mládí

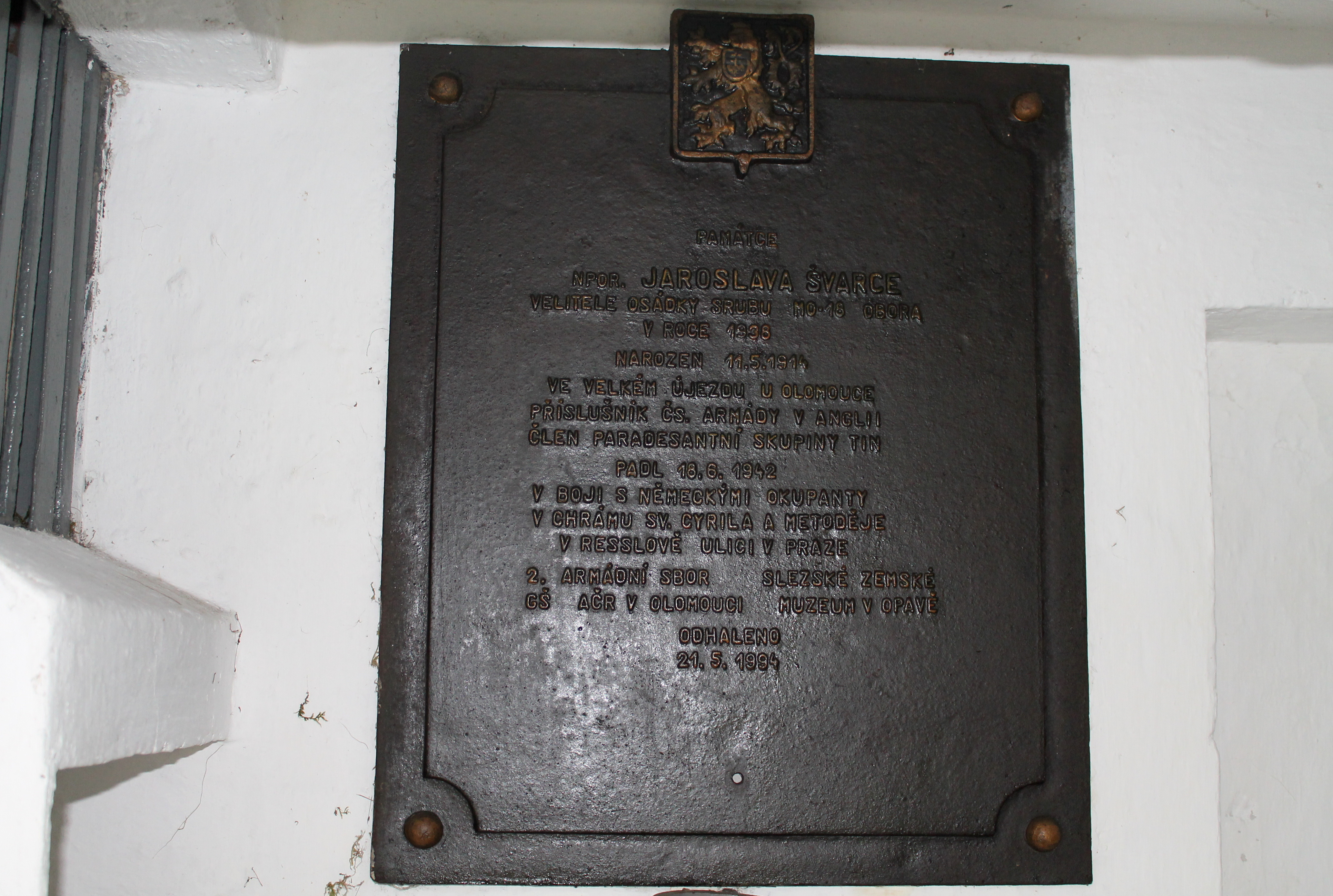
Pamětní deska Jaroslava Švarce umístěná ve vstupní chodbičce pěchotního srubu MO-S 18, ve kterém v roce 1938 sloužil

Narodil se 11. května 1914 ve Velkém Újezdu u Olomouce. Otec František Švarc pracoval jako tesař. Matka Anna rozená Tylichová se starala o rodinné hospodářství. Měl čtyři sestry, Viktorii, Marii, Libuši a Annu. Měl také jednoho bratra Františka, který se ale dožil jen pouhých šesti dní.
Měl se vyučit tesařem, ale kvůli slabé tělesné konstituci jej rodiče poslali do učení na cukráře. V letech 1930 až 1933 se učil u k firmy Novotný. Po vyučení pracoval do roku 1936 v Praze. Byl členem Sokola.
Dne 1. října 1936 byl odveden do armády. Nejprve sloužil na Slovensku u 23. pěšího pluku složeného z amerických Slováků v Trnavě, poté byl převelen na Moravu k 13. pěšímu pluku v Šumperku. Po absolvování poddůstojnické školy byl 31. srpna 1937 povýšen na svobodníka a odeslán ke 4. hraničářskému pluku v Hlučíně. Dne 1. července 1938 byl povýšen na desátníka, sloužil v pěchotním srubu MO-S 18. V listopadu 1938 po mnichovských událostech a rozpuštění 4. hraničářského pluku byl odeslán jako velitel kulometného družstva na strážní službu na Podkarpatskou Rus. V únoru 1939 byl odeslán do Hranic, k 1. březnu 1939 byl z činné služby propuštěn.
Po německé okupaci žil u rodičů a pracoval na melioračních pracích. S okupací republiky se ale nesmířil. V létě 1939 prodal chatu, kterou dříve zdědil, a s pomocí těchto peněz se rozhodl odejít k československé armádě do zahraničí. První pokus o přechod hranic do Polska se nepodařil.

## V exilu
Se svými přáteli Bohumilem Bednaříkem a Aloisem Fröhlichem se vydali 7. ledna 1940 přes Slovensko, Maďarsko a Jugoslávii do Francie. Přihlásil se do československé zahraniční armády ve Francii 6. března 1940 a byl zařazen k 2. pěšímu pluku k 8. rotě. Zúčastnil se bojů ve Francii a málem padl do německého zajetí.
V červnu 1940 odplul do Anglie. Zde byl povýšen na četaře, zařazen byl k 2. pěšímu praporu. V létě 1941 se přihlásil do výcviku pro zvláštní účely ve Skotsku. Od 19. září 1941 do 23. března 1942 absolvoval sabotážní kurz a parakurz. V kurzu v Bellasis u Dorkingu absolvoval výcvik ve střelbě, vrhání granátů a řízení automobilů.

## Nasazení

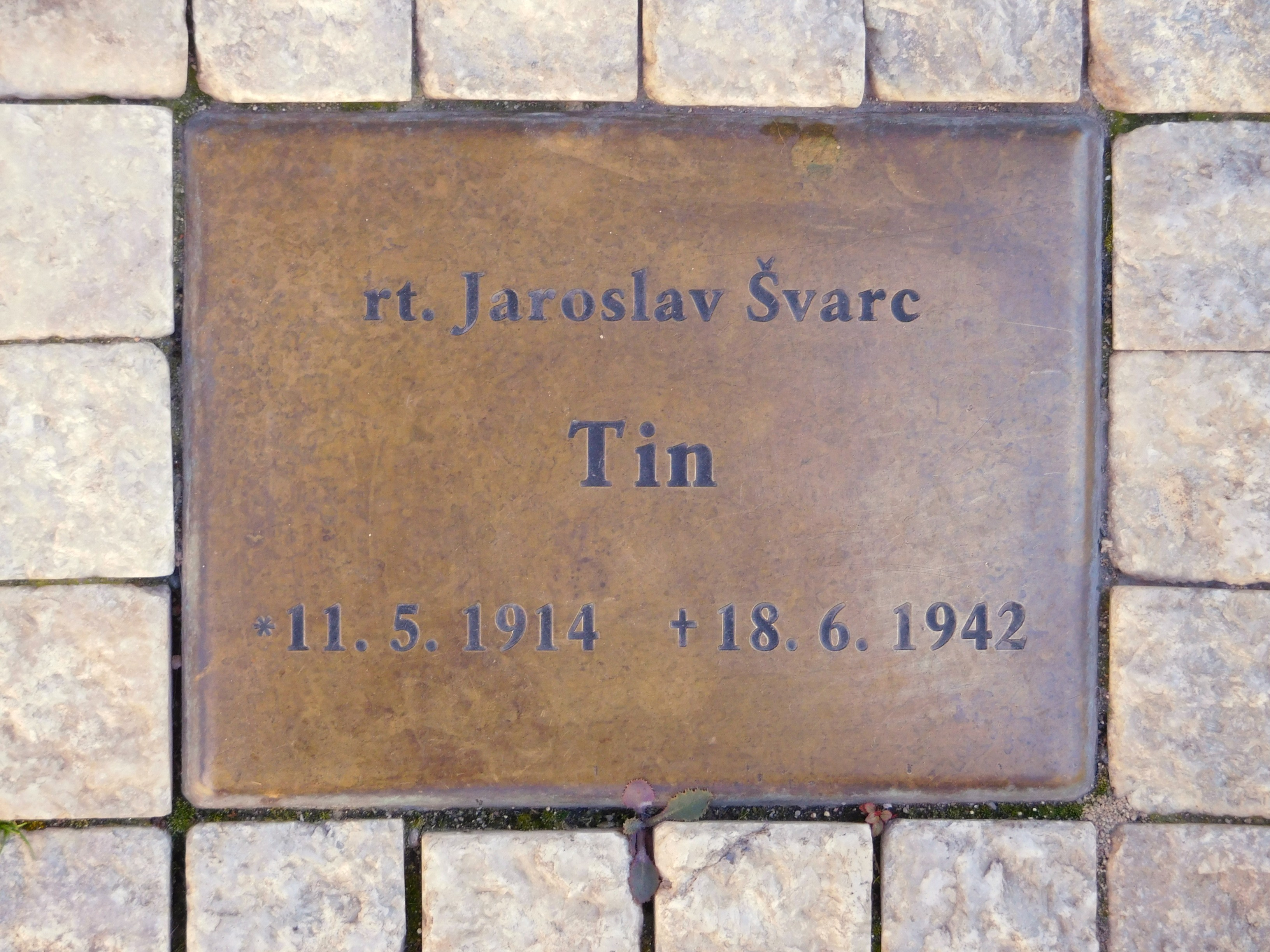
Pamětní deska J. Švarce na chodníku ve Václavské ulici na místě, kam bylo položeno jeho tělo

Po zařazení do výsadku Tin byl spolu s Ludvíkem Cupalem 29. dubna 1942 v 1:31 vysazen do plánovaného prostoru u obce Věšín na Rožmitálsku. Seskok se mu nezdařil, protože se zranil při dopadu na zem a nepodařilo se mu sejít se s Cupalem. Sám se tedy vydal přes Plzeň do Prahy, kde se kontaktoval s npor. Opálkou z Operace Out Distance. V Praze měnil úkryty, snažil se vyléčit zranění a pomocí smluveného inzerátu hledal svého kolegu. Po atentátu na Heydricha odešel jako první do úkrytu v kryptě pravoslavného kostela sv. Cyrila a Metoděje v Resslově ulici na Novém Městě pražském. Zemřel spolu s ostatními parašutisty dne 18. června 1942 při boji s přesilou příslušníků gestapa vlastní rukou.
Těla parašutistů byla poté vynesena před kostel na roh Resslovy a Václavské ulice k identifikaci. Nacisté poté jeho tělo pitvali a hlava byla oddělena od těla. Tělo bylo pohřbeno pravděpodobně do hromadného hrobu na hřbitově v Praze-Ďáblicích. Vypreparovaná hlava měla spolu se šesti hlavami ostatních padlých parašutistů sloužit jako exponát v německém muzeu zločinu. Všechny hlavy se v závěru války ztratily.

## Po válce

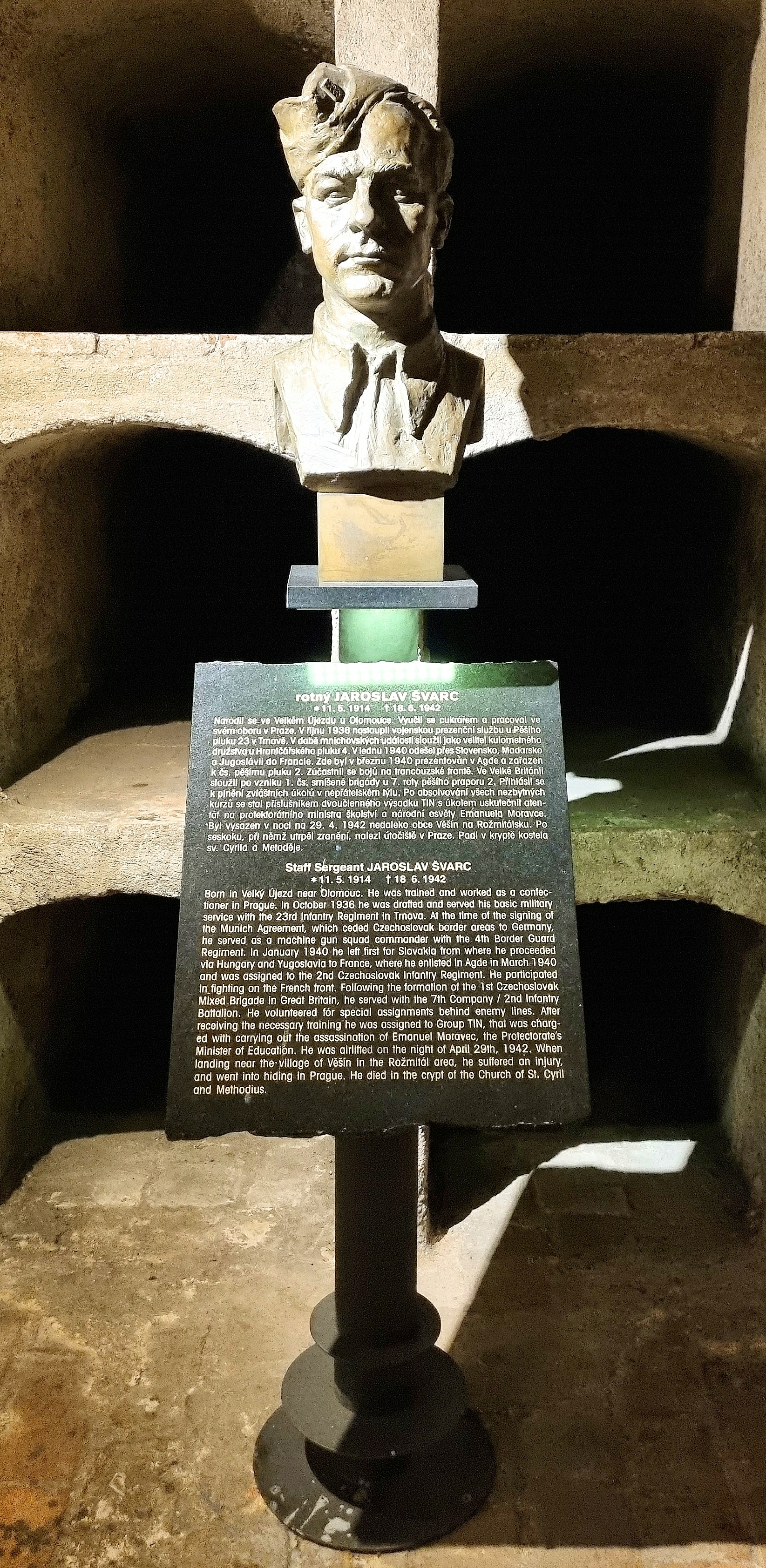
Pamětní deska J. Švarce na chodníku ve Václavské ulici na místě, kam bylo položeno jeho tělo

In memoriam byl v říjnu 1945 povýšen do hodnosti nadporučíka pěchoty. Jeho jméno je na pamětní desce v Resslově ulici a na památníku padlých v rodné obci. Pamětní deska s jeho jménem se nachází na pěchotním srubu u Darkoviček. Na jeho počest se v rodné obci Velkém Újezdě koná každoročně turistický pochod Memoriál Jaroslava Švarce.
V roce 2002 byl in memoriam povýšen do hodnosti podplukovníka.
Na památku Jaroslava Švarce byla jeho busta usazena do národního památníku hrdinů heydrichiády při pravoslavném chrámu sv. Cyrila a Metoděje v Praze.
Na chodníku na rohu Václavské a Resslovy ulice v Praze je pamětní destička s jeho jménem v místě, kde 18. června 1942 bylo položeno jeho mrtvé tělo. Na místě je celkem sedm destiček parašutistů, kteří padli v boji v kostele sv. Cyrila a Metoděje. Osmá destička nese jméno Jana Milíče Zelenky, který spáchal sebevraždu v záběhlickém "Husově háji" a jehož tělo sem bylo převezeno k dodatečné identifikaci.

## Vyznamenání a pocty
- 1943 –  Pamětní medaile československé armády v zahraničí se štítky Francie a Velká Británie
- 1945 –  Československý válečný kříž 1939
- 1949 –  Zlatá hvězda Československého vojenského řádu Za svobodu
- 1968 –  Řád rudé zástavy
- 2010 –  Kříž obrany státu ministra obrany České republiky[2]